# Nebrioporus mascatensis
Nebrioporus mascatensis är en skalbaggsart som först beskrevs av Régimbart 1897.  Nebrioporus mascatensis ingår i släktet Nebrioporus och familjen dykare. Inga underarter finns listade i Catalogue of Life.

## Bildgalleri

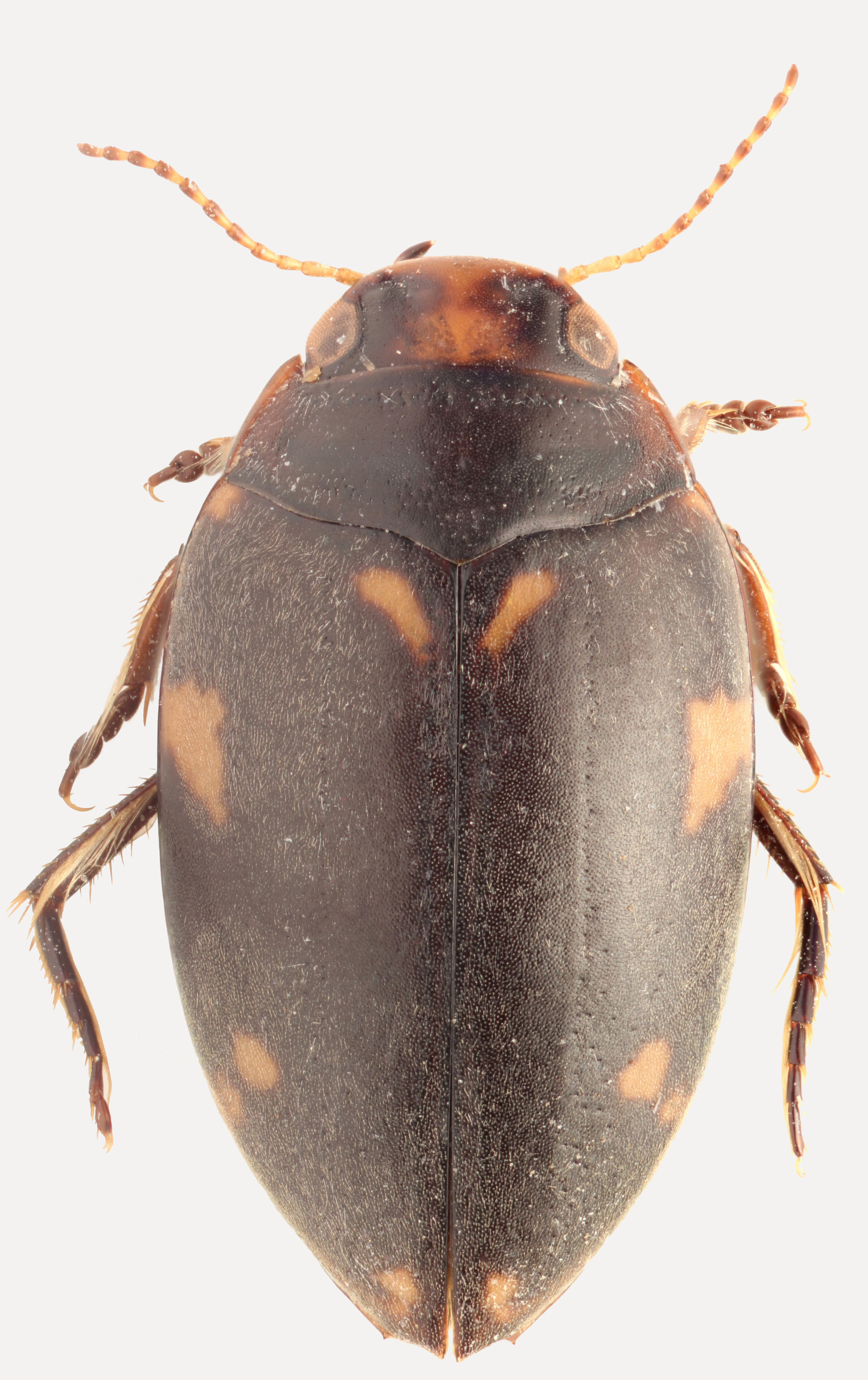